# NGC 4875
NGC 4875 este o galaxie lenticulară situată în constelația Părul Berenicei. A fost descoperită în 16 mai 1885 de către Guillaume Bigourdan⁠(d). Se află la o distanță de 106,66 megaparseci de Pământ.